# Creep (Stone Temple Pilots)
Creep è un singolo del gruppo musicale statunitense Stone Temple Pilots, pubblicato il 1º novembre 1993 come terzo estratto dal primo album in studio Core.

## Descrizione
Canzone lenta e completamente acustica, è stata scritta a quattro mani dal cantante Scott Weiland e dal bassista Robert DeLeo, che ha volutamente composto la musica in Mi minore per accentuare la tristezza del brano. Le parole di Weiland e in parte dello stesso DeLeo raccontano di un difficile periodo della vita dei due musicisti, fatto di sconforto e attimi di follia (il verso Everybody run, Bobby's got a gun, ovvero Tutti scappano, Bobby ha una pistola è riferita al bassista, anche se non viene mai precisato in merito a cosa).

## Promozione
Per la sua pubblicazione come singolo, fu pubblicata una versione leggermente differente del brano presente sull'album, diversa solo nella seconda strofa, registrata di nuovo, dove l'arrangiamento complessivo ha più enfasi e Weiland canta il verso con un'intonazione più alta. Questa versione del brano è anche quella radiofonica e quella del videoclip, nonché quella suonata nel 1993 durante la loro apparizione a MTV Unplugged.

## Video musicale
Esistono due versioni del video: una ufficiale girata da Graeme Joyce, l'altra girato da Gus Van Sant, scartata e mai andata in onda per diversi riferimenti a sesso e tossicodipendenza.

## Tracce
1. Creep (New Radio Version) – 4:31 (Scott Weiland, Robert DeLeo)
2. Crackerman – 3:12 (Scott Weiland, Robert DeLeo, Eric Kretz)
3. Where the River Goes – 8:20 (Scott Weiland, Dean DeLeo, Eric Kretz)

## Formazione
- Scott Weiland – voce
- Dean DeLeo – chitarra
- Robert DeLeo – basso
- Eric Kretz – batteria

## Classifiche
| Classifica (1994)             | Posizione massima |
| ----------------------------- | ----------------- |
| Australia                     | 76                |
| Canada                        | 45                |
| Nuova Zelanda                 | 24                |
| Stati Uniti (alternative)     | 12                |
| Stati Uniti (mainstream rock) | 2                 |